# 西二铺镇
西二铺镇，原为西二铺乡，是中华人民共和国安徽省宿州市埇桥区下辖的一个乡镇级行政单位。2022年5月撤乡设镇。

## 行政区划
西二铺镇下辖以下地区：
二铺村、沈家村、沟西村和葛林村。